# Sandrine Lemaire
 (octobre 2024).
Sandrine Lemaire, née en 1969, est une enseignante et historienne française, docteur en histoire de l’Institut universitaire européen de Florence. Spécialiste de l’histoire coloniale française, de l’histoire de l’immigration et des zoos humains.

## Formation
Elle commence ses études en 1989 à l’université de Reims-Champagne-Ardenne et est agrégée d’histoire en 1994.
En 1997 elle commence son doctorat à l’Institut universitaire européen de Florence. Elle obtient son doctorat en 2000 après avoir soutenu une thèse intitulée : L'Agence économique des Colonies : instrument de propagande ou creuset de l'idéologie coloniale en France (1870-1960) ? Sous la direction de Laurence Fontaine de l’Institut universitaire européen de Florence, spécialiste des migrations et de l’Europe préindustrielle et des membres du jurys : Jacques Marseille de l’université Panthéon-Sorbonne, John M. MacKenzie (en) de l’université de Lancaster, Marc Michel de l’université d’Aix-en-Provence et Jaime Reis (pt) de l’Institut universitaire européen de Florence.

## Carrière professionnelle

### Enseignante
Sandrine Lemaire enseigne depuis 1994 dans des collèges et lycées.
En 1997 elle participe à la rédaction d’un manuel d’histoire destiné aux classes de première, paru aux éditions Breal. Ce manuel a apporté un autre regard sur la façon de transmettre l'histoire de la guerre d'Algérie.
À partir de 2008, elle est enseignante en classe préparatoire aux grandes écoles (CPGE) à Reims.
En 2011 elle est directrice de la collection de manuels scolaire d’histoire-géographie et d’éducation civique pour les élèves et les professeurs. En 2012, elle contribue à la rédaction des manuels d’histoire pour les classes de terminales L et ES.
Elle intervient également dans des lycées lors de conférences et de débats sur le racisme.

### Historienne
En 1995, elle rejoint le Groupe de recherche Achac en tant que chercheuse et codirectrice avec Pascal Blanchard et Nicolas Bancel.
Au sein de ce groupe de recherche, elle publie divers ouvrages, crée des expositions pour le grand public et l’Éducation nationale, et participe à des colloques et conférences.
Elle commence par codiriger le programme de recherche « Histoire et culture coloniale » qui se consacre à l'analyse des images coloniales et des mécanismes de propagande visuelle ayant imprégné la société française depuis la fin du XVIIIe siècle jusqu'aux dernières décolonisations. En 1997, elle collabore pour la première fois à la rédaction du livre : Images d’Empire. 1930-1960 : trente ans de photographie officielle sur l’Afrique française, publié aux éditions De La Martinière. Par la suite, Sandrine Lemaire codirige plus d’une dizaine d’ouvrages dans le cadre de ce programme avec notamment la série de livres : Culture coloniale 1871-1931. La France conquise par son Empire, Culture impériale 1931-1961. Les colonies au cœur de la République et Culture post-coloniale 1961-2006 : Traces et mémoires coloniales en France tous publiés aux éditions Autrement.
Au début des années 2000 Sandrine Lemaire intègre et codirige le programme de recherche « Racisme et Zoos Humains ». Ce programme vise à retracer l'histoire des expositions ethnographiques et les récits personnels des personnes exposées sur cinq siècles, ainsi qu’à analyser leurs représentations contemporaines et la création de stéréotypes dans notre société. En 2002, elle publie un livre destiné à faire découvrir l’histoire des Zoo humains au grand public : Zoos humains. De la vénus hottentote aux reality shows, édition La Découverte. Cet ouvrage est traduit en italien (2003), en anglais (2008) et en allemand (2012). Le livre popularise le terme Zoo humain en France et à l’étranger mais il n’est pas accepté par certains spécialistes du sujet.
En 2006 elle publie avec Éric Deroo L’Illusion coloniale, aux éditions Tallandier. Cet ouvrage examine la manière dont les Français ont perçu et justifié la colonisation entre 1931 et 1962. En analysant les expositions coloniales, les manuels scolaires et les médias de l'époque, ils démontrent comment ces représentations ont entretenu des illusions sur la mission civilisatrice de la France et masqué les réalités violentes et oppressives de la colonisation. Le livre met en lumière les contradictions et les mythes persistants dans la mémoire collective française concernant son passé colonial.[réf. nécessaire]
Sandrine Lemaire et les autres chercheurs du programme organisent une exposition au Quai Branly en 2011 intitulée « Exhibitions. L’invention du sauvage » sous le commissariat de Lilian Thuram, Pascal Blanchard et Nanette Jacomijn Snoep, qui accueille plus de 266 000 spectateurs[source insuffisante]. FranceTv Info annonce qu'il est « Impossible de sortir de cette visite au cœur de l’histoire de ces êtres humains exhibés comme des animaux, sans se questionner. Qu’est-ce qui a pu pousser nos ancêtres à une telle fascination ? »
Face au succès de l’exposition et à la demande de diffusions plus larges, l’exposition est créée en format itinérant et pédagogique en partenariat avec la Délégation Interministérielle à la Lutte contre le Racisme, l’Antisémitisme et la Haine anti-LGBT (DILCRAH) et l’Agence nationale de la cohésion des territoires (ANCT). Elle est d’abord adaptée au format itinérant dès 2012 pour les administrations et l’Éducation nationale, puis en version anglaise et allemande en 2013. Une version spéciale est présentée en 2016 à la Cité Miroir de Liège (Belgique), puis en 2018 au Mémorial ACTe de Pointe-à-Pitre (Guadeloupe). L’exposition est ensuite présentée de novembre 2021 à mars 2022 à l’Africamuseum de Tervuren (Belgique), où elle rencontre un franc succès[réf. nécessaire].
En 2018, Sandrine Lemaire intervient en tant qu’historienne dans le documentaire « Sauvages, au cœur des zoos humains », qui « raconte en détail l’histoire de quelques-uns de ces êtres humains humiliés, maltraités, traumatisés dont les manuelles d'Histoire n'ont pas retenu les noms ». Ce documentaire reçoit un accueil critique favorable, Pierre Lépide écrit dans Le Monde que « le résultat final ressemble à un hommage aussi fort qu’émouvant ».
En 2022, Sandrine Lemaire codirige un livre de synthèse regroupant les recherches effectuées par le Groupe de recherche Achac : Histoire globale de la France coloniale aux éditions Philippe Rey. Le livre reprend les textes de trente années de recherche sur les sujets de " l’esclavage, « l’érotisation violente des femmes », « l’invention des “races sauvages” », « l’expédition d’Égypte et la construction du mythe napoléonien », « l’école et les colonies », le régime de l’indigénat, les problématiques militaires, économiques, politiques, « le mythe colonial de Vichy », « les élites noires en France au temps de l’empire », la participation de la science à « l’édification d’un ordre colonial », la création d’un lobby colonial…", « L’ouvrage n’est pas qu’une simple compilation : il s’organise selon une cohérence chronologique qui offre une approche à la fois historique, idéologique et culturelle de la colonisation. »
À travers ce programme, Sandrine Lemaire travaille également sur l’utilisation de la propagande. En 2022, elle approfondit ce thème dans le livre Colonisation & propagande. Le pouvoir de l’image publié aux éditions Le Cherche Midi, qui reçoit un accueil positif des critiques, « une grande richesse iconographique et une analyse critique que l’on ne peut manquer de relier à notre actualité ». Le livre est accompagné d’une exposition itinérante. 
À partir de 2018, à l’approche des Jeux Olympiques de Paris 2024, Sandrine Lemaire intègre la codirection du programme de recherche « Sport et diversité » du Groupe de recherche Achac. Elle prend ensuite la direction de la pédagogie en 2019 du programme Histoire, sport & citoyenneté sur les Jeux Olympiques. De ce programme découle en 2023 l’ouvrage Une histoire mondiale de l’olympisme (1896 - 2024), publié aux éditions Atlante, ainsi qu’une exposition itinérante en partenariat avec la DILCRAH, l’ANCT, la DGESCO, l’ANS et la ville de Paris.
En 2024, le Groupe de recherche Achac et Sandrine Lemaire (co-commissaire de l’exposition) organisent au Palais de la Porte-Dorée l’exposition « Olympisme, une histoire du monde » qui est présentée jusqu’à la fin des Jeux Olympiques de Paris 2024. Cette exposition explore les 30 Jeux Olympiques d’été sous différents aspects : « Histoire, géopolitique et parcours individuels sont au cœur de cet évènement indispensable ». L’exposition est accompagnée du catalogue officiel intitulé Olympisme, une histoire du monde. Des premiers Jeux Olympiques d’Athènes 1896 au Jeux Olympiques et Paralympiques de Paris 2024, paru aux éditions De La Martinière, avec la participation d’une soixantaine de spécialistes.

### Le recueil «Portraits de France»
À partir de 2020, à la demande du président de la République française Emmanuel Macron et de la ministre déléguée chargée de la Ville, Nadia Hai, un recueil de 318 personnalités issues de l’étranger et des outre-mer doit être constitué. L’objectif est de disposer d’une liste de personnalités à la disponibilité des élus pour nommer des rues ou des établissements publics. Ce travail est mis sous l’égide de l’ANCT et d’un conseil scientifique présidé par Pascal Blanchard et constitué de membres du Groupe de recherche Achac et d’autres experts. Sandrine Lemaire fait partie des quarante rédacteurs de ce recueil. Il sera présenté au président de la République en 2021.
La même année, le recueil donne lieu à une exposition, « Portraits de France » au musée de l'Homme, présentant certaines personnalités listées dans le recueil. Sandrine Lemaire est désignée responsable pédagogique de l’exposition. L’exposition est ensuite transformée en format itinérant et est présenté à travers la France depuis 2022. Sandrine Lemaire fait partie des chercheurs présentant l’exposition à travers le pays autour de conférences et séminaires.

## Colloques et conférences
- Sauvages. Au cœur des zoos humaines, 2019, Saint-Denis de la Réunion[35]

## Livres
- L’Afrique. Un continent, des nations, 1997, Milan
- Zoos humains et exhibitions coloniales. 150 ans d’invention de l’Autre, 2002, La Découverte, réédité en 2011[36]
- Zoos humains. De la vénus hottentote aux reality shows, 2002, La Découverte
- Zoo umani. Delle Venere ottentotta ai reality show, 2003, Ombre Corte
- Culture coloniale 1871-1931. La France conquise par son Empire, 2003, Autrement, réédition en 2011
- Culture impériale 1931-1961. Les colonies au cœur de la République, 2004, Autrement, réédition en 2011
- La Fracture coloniale. La société française au prisme de l’héritage coloniale, 2005, La Découverte, version de poche en 2006[37]
- Sud-Ouest, porte des outre-mer. Histoire coloniale et immigration des Suds, du Midi à l’Aquitaine, 2006, Milan[38]
- L’illusion coloniale, 2006, Tallandier[39]
- Culture post-coloniale 1961-2006 : Traces et mémoires coloniales en France, 2006
- Humans Zoos. Science and Spectacle in the Age of Colonial empires, 2008, Liverpool University Press[11]
- Culture coloniale en France. De la Révolution française à nos jours, 2008, CNRS Edition[40]
- Histoire des tirailleurs, 2010, Seuil Jeunesse[41]
- MenschenZoos. Schaufenster der Unmenschlichkeit…, 2012, Les Éditions du Crieur Public
- Colonial Culture in France Since the Revolution, 2013, Indiana University Press[42]
- Décolonisations françaises. La chute d’un empire, 2020, Éditions De La Martinière
- Histoire Globale de la France coloniale, 2022, Éditions Philippe Rey
- Colonisation & Propagande. Le pouvoir de l’image, 2022, Le Cherche Midi[43]
- Une histoire mondiale de l’olympisme (1896 - 2024), 2023, Atlante/Atlantique
- Olympisme, une histoire du monde, 2024, Éditions de la Martinière[44]